# Żelechowa
Żelechowa – część miasta i osiedle administracyjne Szczecina, będące jednostką pomocniczą miasta, położone w dzielnicy Północ. 
Granicę obszaru stanowią: ul. Bandurskiego, ul. Królewskiego („Trasa Północna”), potok Sienniczka, ul. Bogumińska, ogrody działkowe za ul. Hożą, tereny przemysłowe przy ul. Widuchowskiej, rzeka Odra, ul. Gościsława, trasa kolejowa Szczecin-Police i ul. Komuny Paryskiej. W skład osiedla wchodzi również Sienno (ul. Łączna).
Według danych z 2021 r. na osiedlu na pobyt stały zameldowanych było 14 258 osób.

## Historia i zabudowa
Osiedle dzieli się na dwie części, przedzielone ulicą Obotrycką: Ż. górną (położoną po zachodniej części Obotryckiej, w której zabudowie przeważają domy jedno i dwurodzinne, budowane od lat 70. XX wieku do dzisiaj) oraz Ż. dolną (położoną po wschodniej części Obotryckiej, gdzie przeważa zabudowa przedwojenna, domy robotnicze z lat 20. i 30. XX wieku oraz powstają nowe osiedla wielorodzinne).
Nazwę Żelechowa wprowadzono urzędowo w 1946 roku, zastępując niemiecką nazwę Züllchow.

## Obszary zielone
Osiedle położone na wschodnich stokach Wzgórz Warszewskich – kilka ciekawych krajobrazowo miejsc z punktami widokowymi w okolicach Sienna (wzgórza przy ul. Łącznej/Kormoranów/Piaskowej) i Słowiczego Stawu. Na terenie osiedla znajduje się kilka parków-cmentarzy poniemieckich, z których większość nagrobków została zatopiona w Stawie Brodowskim przy ul. Wilczej.
- Park Brodowski – dawny zespół cmentarzy komunalnych Bredower Friedhöfe[4], uporządkowany i oświetlony;
- Park przy ul. Ostrowskiej – z pomnikiem ku czci mieszkańców poległych w I wojnie światowej i zachowanymi licznymi płytami nagrobnymi w różnym stanie, uporządkowany;
- Park przy ul. Hożej – uporządkowany;
- Park przy ul. Obotryckiej – uporządkowany, oświetlony;
- Park Tilebeinów – przy ul. Dębogórskiej, zaniedbany.
- Stawy Bliźniaki – przy ul. Studziennej, zaniedbane.

## Samorząd mieszkańców
Samorząd osiedla Żelechowa został ustanowiony w 1990 roku. Rada Osiedla Żelechowa liczy 15 członków. W wyborach do rad osiedli 20 maja 2007 roku udział wzięło 246 głosujących, co stanowiło frekwencję na poziomie 2,12%. W wyborach do rady osiedla 13 kwietnia 2003 udział wzięło 269 głosujących, co stanowiło frekwencję 2,41%.

## Transport
- Droga, której odcinek stanowi ul. Obotrycka, przebiegająca przez osiedle z południa na północ, łączy centrum Szczecina z osiedlami Niebuszewo i Bukowo, wsią Przęsocin i miastem Police (Mścięcino i Stare Miasto).
- Droga, której odcinek stanowi ul. Dębogórska, przebiegająca przez osiedle z południa na północ, łączy centrum Szczecina z osiedlami Drzetowo, Golęcino-Gocław, Stołczyn, Skolwin i miastem Police.
- Droga, której odcinek stanowią ul. Robotnicza, Hoża i Łączna, przebiegająca ze wschodu na zachód, łączy tereny nadodrzańskie z Warszewem.
- obwodnica śródmiejska Szczecina – w budowie (odcinek żelechowski to ul. Przyjaciół Żołnierza)

W dolnej części znajduje się przystanek kolejowy Szczecin Żelechowa, obecnie nie wykorzystywany do przewozów pasażerskich.

## Zabytki Żelechowej

Cmentarz przy ul. Ostrowskiej
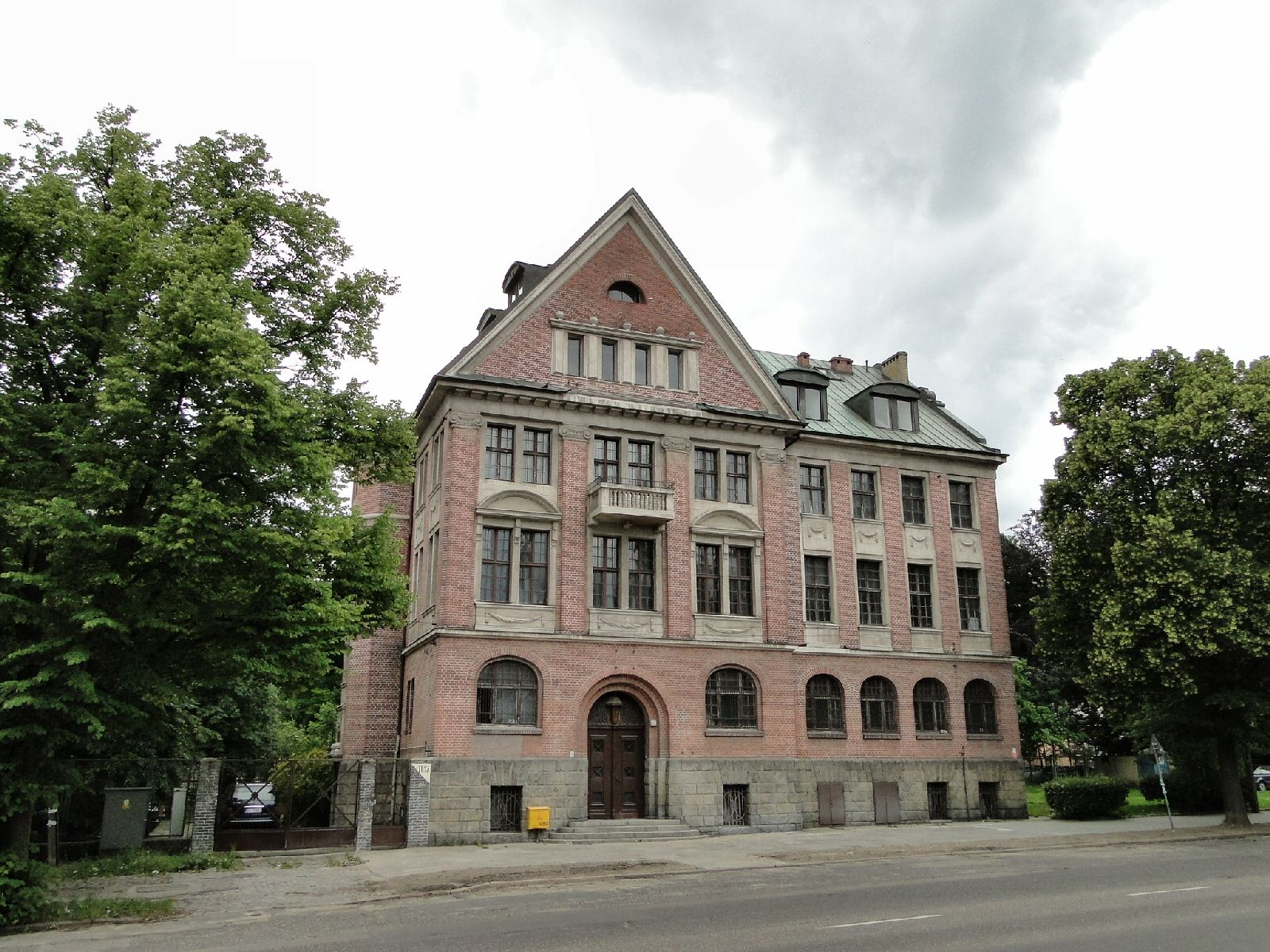
Dawny ratusz przy ul. Robotniczej 26
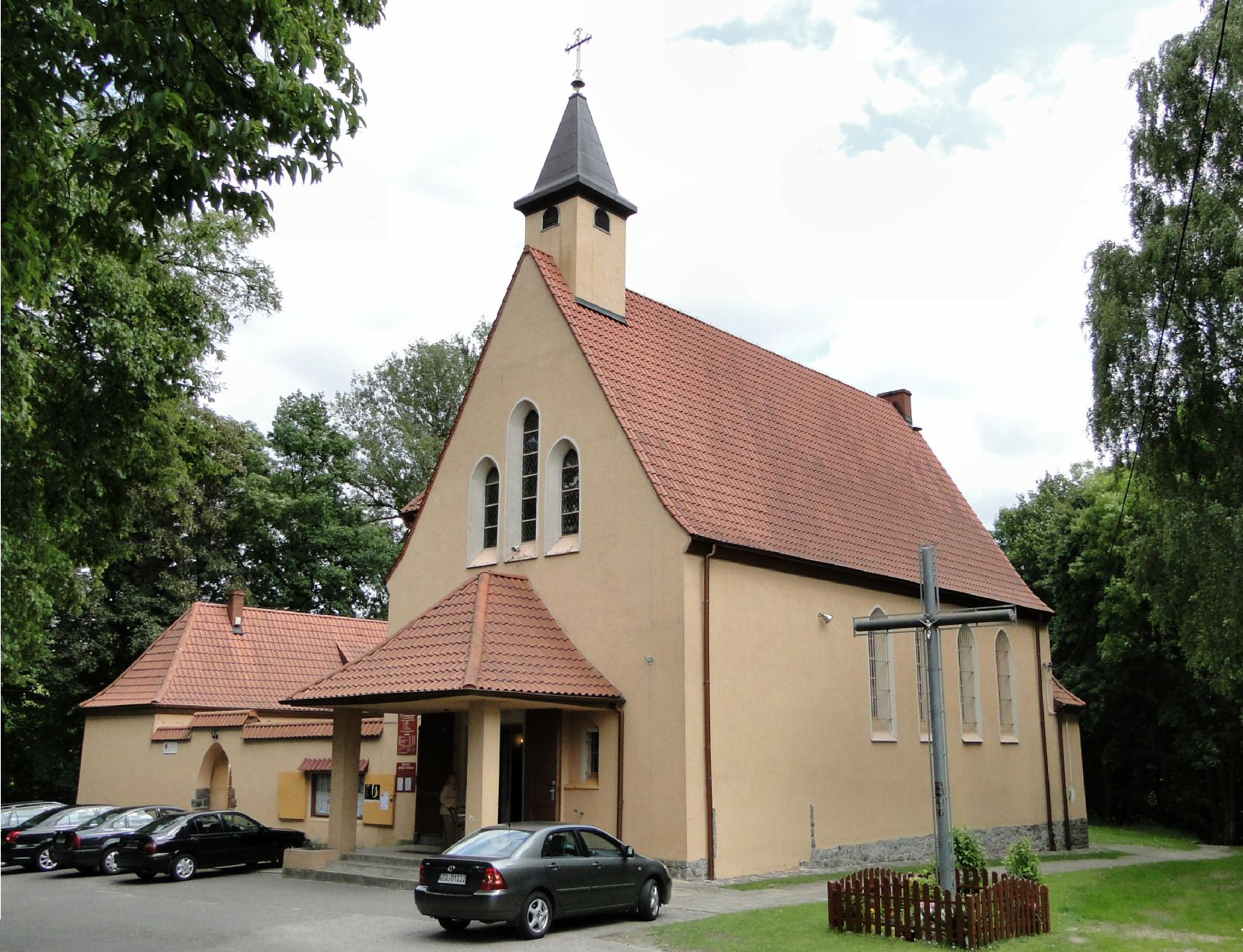
Kościół MB Ostrobramskiej
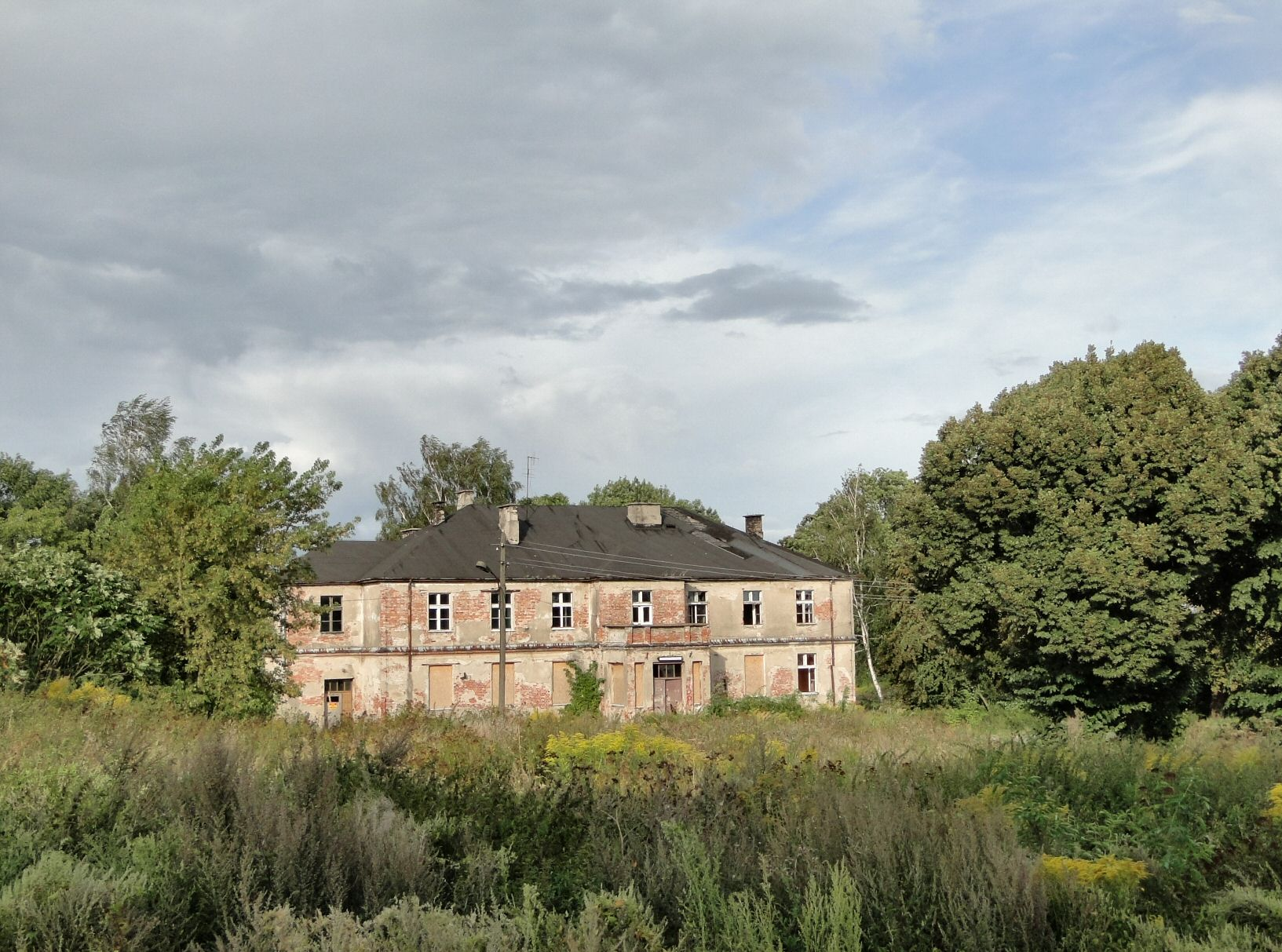
Dawny dwór w Siennie